# Littérature vénézuélienne
La littérature vénézuélienne est l'ensemble des productions littéraires réalisées, orales et écrites, au Venezuela et par les écrivains vénézuéliens de l'époque coloniale espagnole à l'État indépendant actuel.

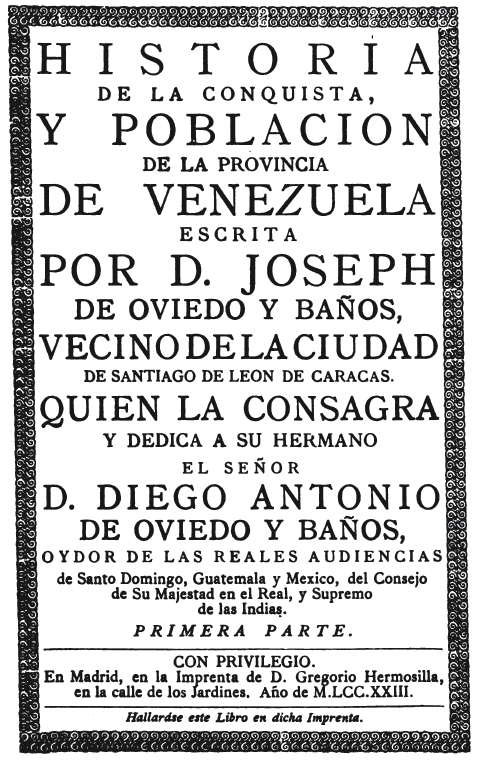
, 1723.

## La littérature indienne et coloniale
Les deux sources de la littérature vénézuélienne sont 
- la littérature indienne autochtone orale, ou ce qui en a été conservé par les diverses traditions,
- la littérature coloniale espagnole, avec description et valorisation des caractéristiques uniques du nouveau monde.

D'intéressantes collections d'histoires et de traditions, ont été publiées, comme celle compilée par le Frère Cesáreo de Armellada (es) (1908-1996) dans son livre, Tauron panton : cuentos y leyendas de los Pemon - Venezuela, illustrant des histoires des groupes d'Indiens du sud du Venezuela, ou la plus récente animée à base de blogs par le poète Isaías Medina López (1958-).
Le premier texte sur le Venezuela demeure la troisième lettre écrite par Christophe Colomb après son troisième voyage (1498), en touchant la partie continentale du Macuro, près du delta de l'Orénoque au Venezuela oriental. Dans ce texte, Colomb se réfère à l'extraordinaire beauté naturelle de la région, ainsi qu'aux coutumes de ses habitants. La description d'une réalité qui leur était étrangère marquée par la vision du monde médiéval, a abouti à des textes marqués avec une prédisposition fantastique, comme l'observation alléguée de sirènes. 
De très nombreux documents, concernant la Conquête du Venezuela (es) (1498-1600) puis la Province de Caracas (ou "Province de Venezuela", 1527-1864, ou Vice-royauté de Nouvelle-Grenade ou Capitainerie générale du Venezuela), principalement militaires, administratifs et religieux, et bien peu de littéraires, sont conservés aux Archives nationales du Venezuela (es) (1836), principalement à la Bibliothèque du Venezuela (es) (BNV, 1833).

### 16esiècle
- Gonzalo Fernández de Oviedo y Valdés (1478-1557)
- Juan de Castellanos (1522-1607), prêtre, poète, chroniqueur, Elegias (1589)
- Bartolomé de las Casas
- Francisco López de Gómara
- Gonzalo Jiménez de Quesada
- Diaz de la Fuente
- Piedra Hita
- Nicolas de la Rosa
- Antonio Julian
- Pedro de la Cadena (es) (1542c-1607)

### 17esiècle
- Pedro Simón (es)
- Jacinto de Carvajal (es)

### 18esiècle
Les chroniques de José de Oviedo y Baños (es) (1671 - 1738) prouvent la maturité  en historiographie et littérature. Depuis 1723, son histoire publiée de la conquête et la colonisation de la province de Venezuela (Historia de la conquista y población de la Provincia de Venezuela), est considérée comme une source majeure de l'histoire du pays. D'autres auteurs importants du XVIIIe siècle étaient :
- José Gumilla (1686-1750), prêtre jésuite espagnol, missionnaire, anthropologue: El Orinoco ilustrado y defendido (1731)
- Felipe Salvador Gilii (1721-1789), prêtre jésuite italien, missionnaire et anthropologue: Saggio di Storia Americana, ossia Storia Naturale, Civile, e Sacra De regni, e delle provincie Spagnuole di Terra-ferma nell' America meridionale (1780-1784)
- Juan Antonio Navarrete (es) (1749-1814), frère franciscain: Teatro enciclopédico
- Francisco de Miranda (1750-1816), général d'armée et homme politique: correspondance
- María de los Ángeles (es) (1765-1818c)

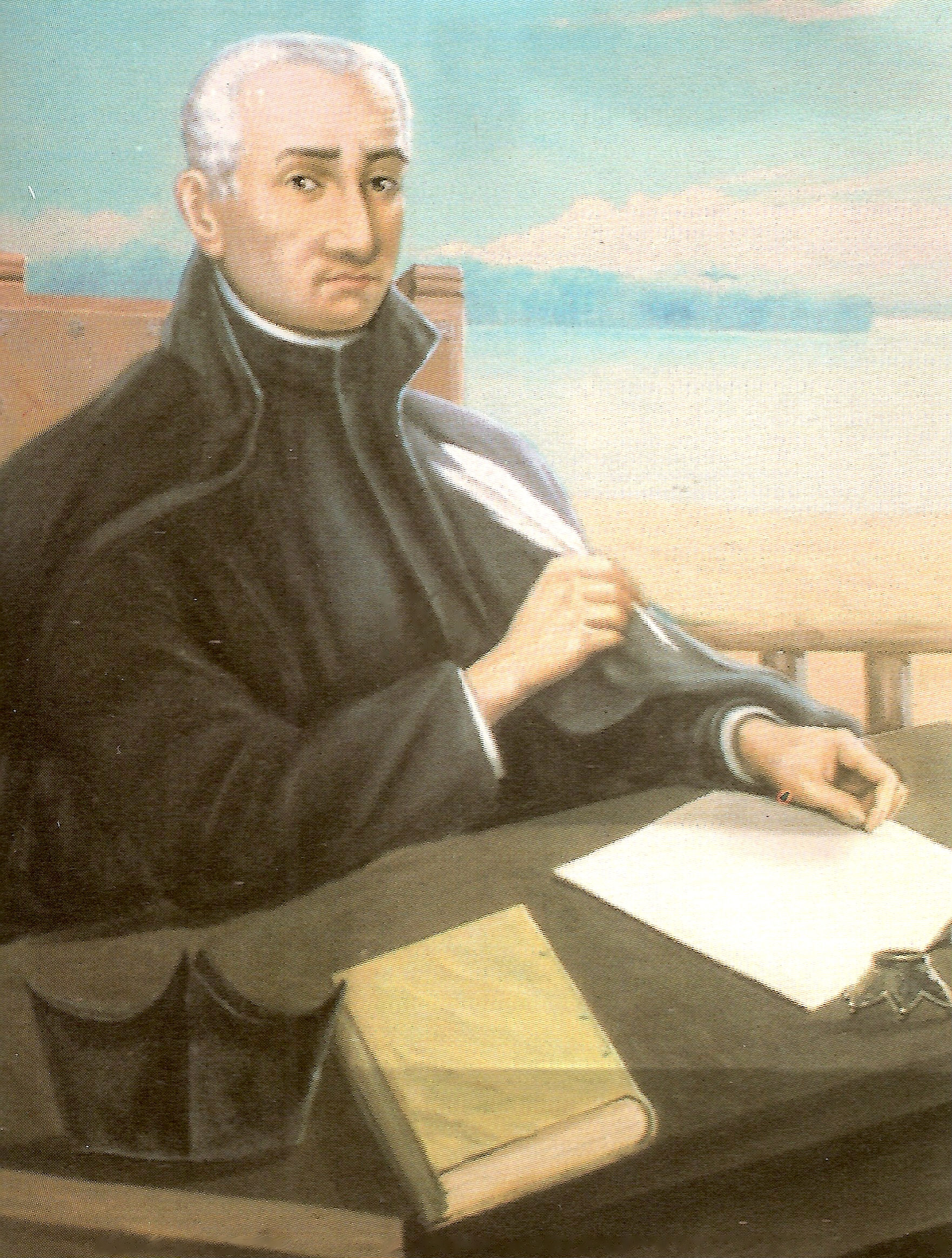
José Gumilla
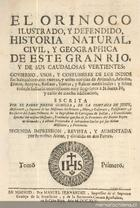
L'Orénoque illustré et défendu (de Gumilla)
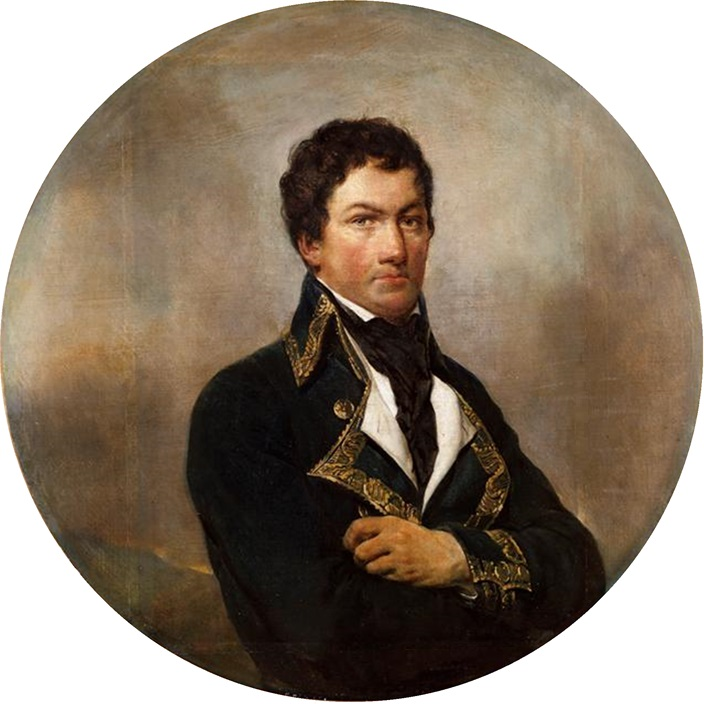
Francisco de Miranda

## 19esiècle: littérature républicaine
La littérature du début du XIXe siècle n'est pas très abondante, les intellectuels et les politiciens étaient occupés à la guerre de libération du pays. Cependant, le discours se présente comme une alternative à propager les idées d'indépendance et dont la beauté fait rhétorique. 
En cette période brille également la production poétique d'Andrés Bello (1781-1865), le premier poète à proposer la création d'une expression américaine lyrique. Sa poésie est considérée comme le précurseur des thèmes lyriques sur le continent latino-américain, comme le montre Adresse de la poésie (1823) et Silva à l'agriculture en zone torride (1826). 
À la veille de l'indépendance, la première imprimerie est installée à Caracas. Avec elle, naissent les grands journaux, notamment le Correo del Orinoco, où se diffusent des idées d'indépendance, après avoir été testées par le biais de paroles en public.
La correspondance des libérateurs et les documents officiels de ses pouvoirs républicains élucider non seulement la mosaïque colossale de son génie politique, mais la propreté d'un stylo exquis comme intense. D'une grande beauté et profonde préoccupation philosophique Mon délire sur le Chimborazo,  une espèce unique qui distingue Simon Bolivar les contradictions de son temps, et dans la proportion qui va de la vision éthérée d'une tribune à l'humilité d'un prophète fait pour un monde naissant et prometteur.
Simón Rodríguez (1769-1854), philosophe, à Caracas, dans un essai bien réfléchi sur les républiques naissantes, fournit un travail intéressant, bien que dispersé, au gré des rebondissements de sa vie personnelle, non seulement une compilation des soucis sociologiques, mais aussi de l'urgence de code intellectuel. Pour le parrainage de son célèbre élève, Simon Bolivar, il parvient partiellement à mettre en œuvre certaines de ses idées, plus tard développées, et dans un castillan authentique et parfois aussi ironique que Voltaire. Outre ses publications et sa correspondance, il reste célèbre pour sa défense de l'exploit bolivarien, construit avec une rigueur logique.
- Andrés Bello (1781-1865), écrivain, poète, juriste, philologue, humaniste
- José Antonio Maitín (es) (1804-1874), poète, dramaturge, Tristezas del alma  (1845), Horas de martirio (1847),  Canto fúnebre (1851)
- Fermín Toro (es) (1806–1865)
- Rafael María Baralt (es) (1810-1860)
- Juan Vicente González (es) (1810–1866), journaliste, poète, Las Mesenianas (1846)
- Cecilio Acosta (1818-1881)
- Eduardo Blanco (écrivain) (es)[2] (1838-1912), Venezuela Heroica (1881), Zárate (1882)
- Julio Calcaño y Paniza (1840-1918)[3], Blanca de Torrestella (1868)
- Juan Antonio Pérez-Bonalde (es) (1846-1892), poète, traducteur
- Eduardo López Rivas (1850-1913), éditeur, journaliste
- Gonzalo Picón Febres (1860-1918)[4], prosateur costumbriste
- Manuel Vicente Romero García (es) (1861-1917), écrivain, homme politique, Peonia (1890)
- José Gil Fortoul (1861-1943), écrivain, homme d'État

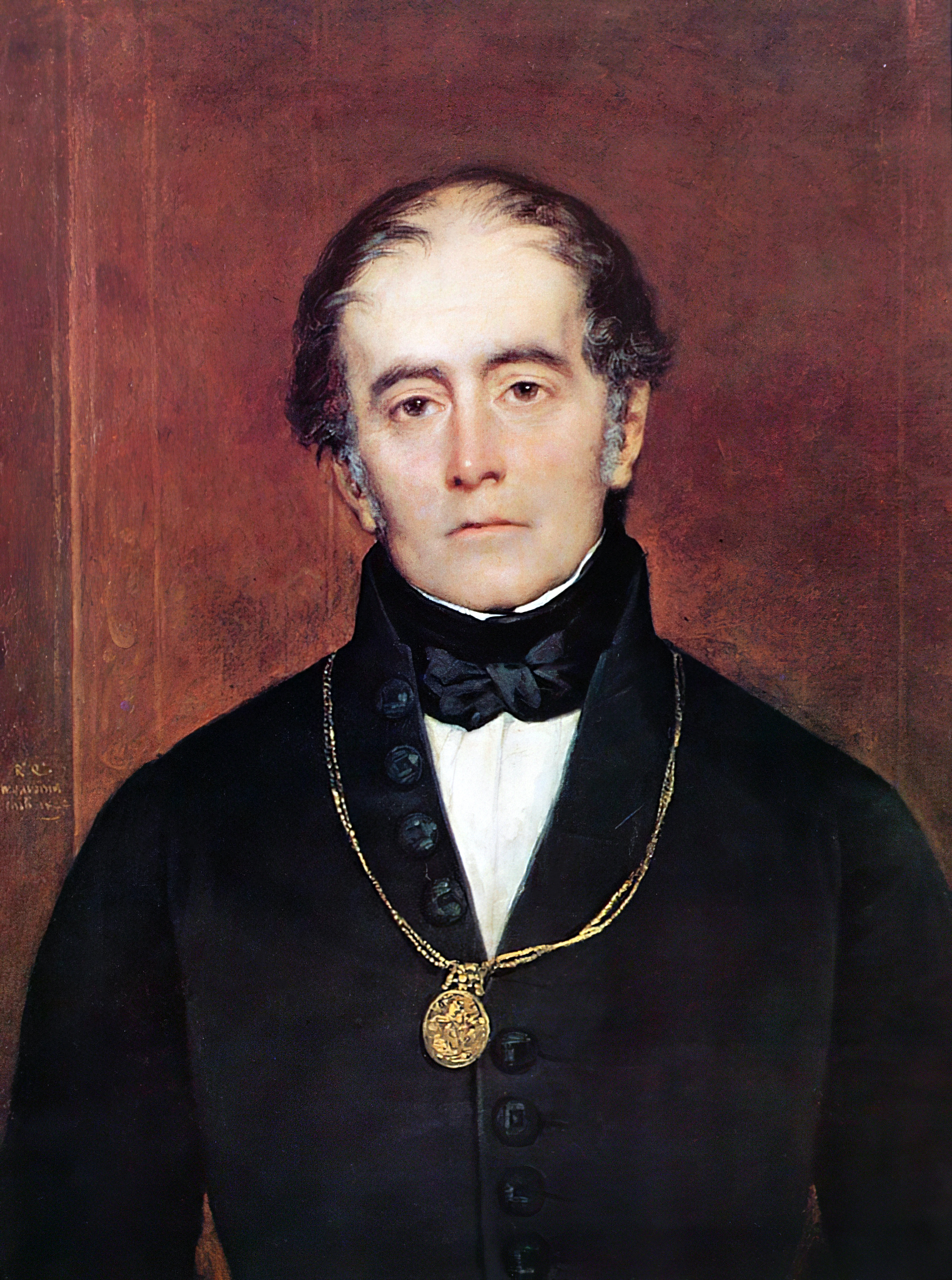
Andrés Bello
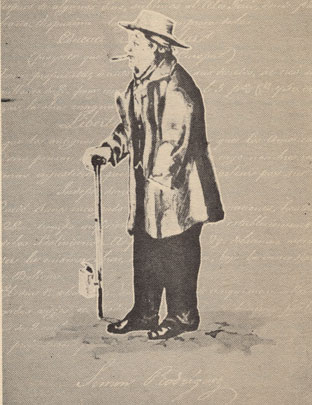
Simón Rodríguez
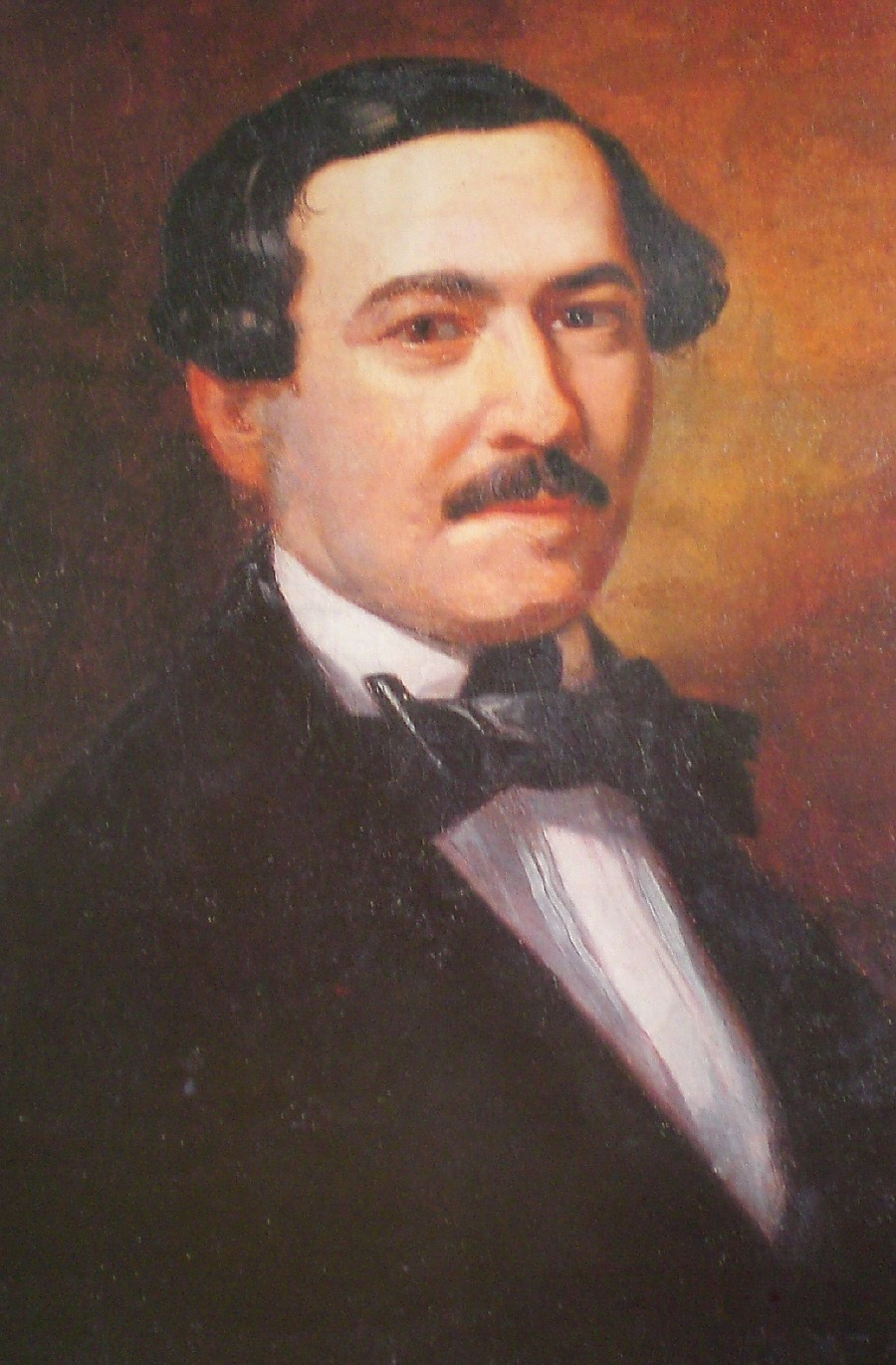
Rafael María Baralt
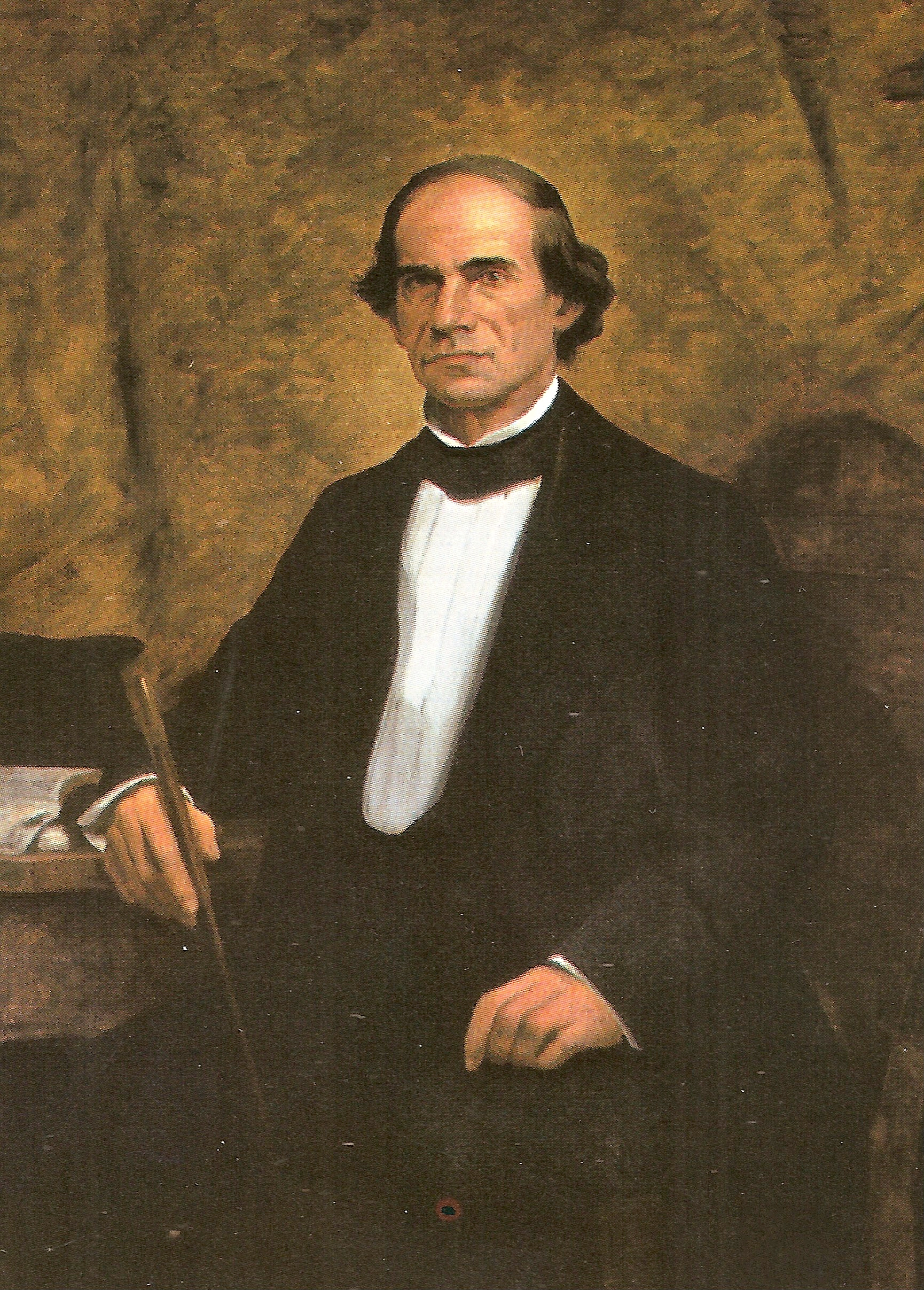
Fermín Toro
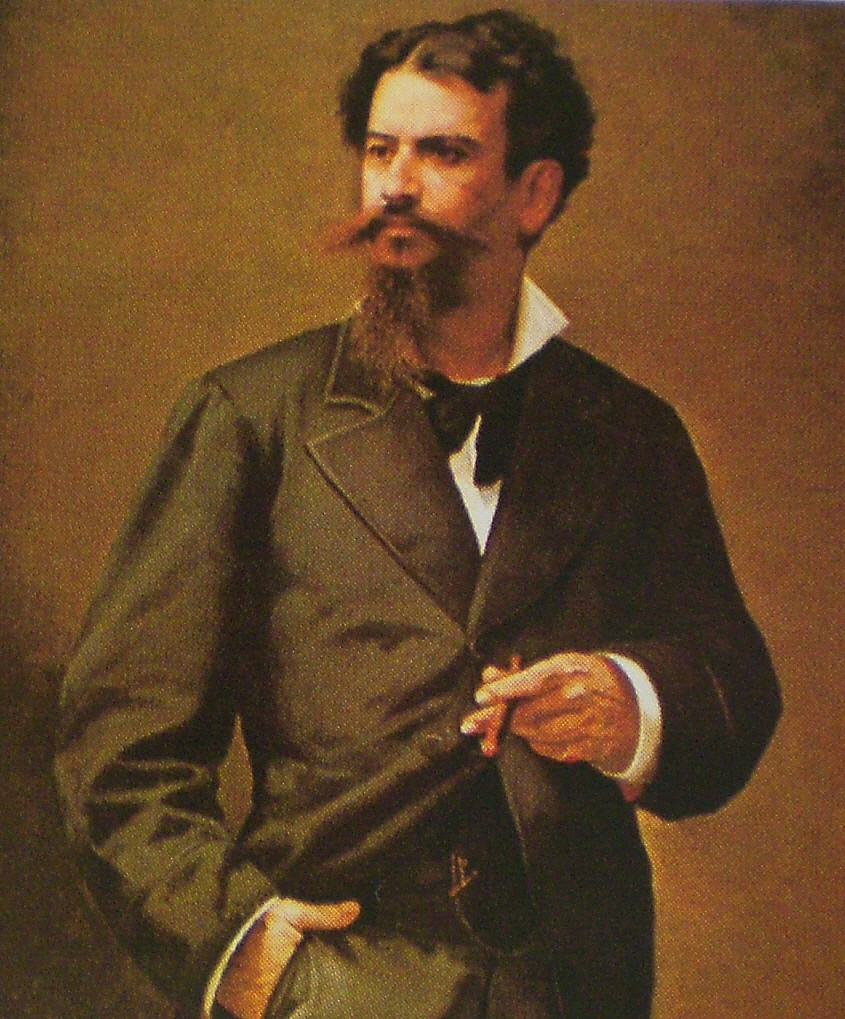
Eduardo Blanco

## Premier20esiècle
- Andrés Mata (1870-1931), poète, journaliste, Pentélicas (1896), Idilio Trágico (1898), Arias Sentimentales (1898)
- Manuel Díaz Rodríguez (es) (1871-1927), Ídolos rotos (1901), Sangre patricia (1902), Peregrina (1922)
- Luis Manuel Urbaneja Achelpohl (es) (1873–1937), écrivain[5], journaliste
- Rufino Blanco Fombona (1874-1944), écrivain, politique
- Carlos Brandt (es) (1875-1964)
- Rafael de Nogales Méndez (1879-1936), militaire, aventurier, écrivain
- Rómulo Gallegos (1884-1969), essayiste, romancier, biographe, anarcho-pacifiste et végétarien, Sobre la misma tierra (Barcelone, 1943), Doña Bárbara (roman) (1929)
- José Rafael Pocaterra (es) (1889-1955), Vidas oscuras (1912), 'Tierra del sol amada (1917), Cuentos grotescos (1922), La casa de los Ábila (1946)
- Teresa de la Parra (1889-1936), Ifigenia (1924), Memorias de Mamá Blanca (1929)
- Humberto Tejera (es) (1890-1970), écrivain, poète, journaliste, essayiste,
- José Antonio Ramos Sucre (es) (1890-1930), poète, diplomate
- Cruz Salmerón Acosta (1892-1929), poète et martyr
- Fernando Paz Castillo (es) (1893–1991), poète, essayiste
- Enrique Bernardo Núñez (es) (1895-1964), écrivain, chroniqueur, Sol interior (1918), Después de Ayacucho (1920), Cubagua (1931)
- Andrés Eloy Blanco (1897–1955), poète, avocat, humoriste, homme politique
- Mario Briceño Iragorry (écrivain) (es) (1897-1958)[6],[7], avocat, historien, écrivain, diplomate, El regente Heredia o la Piedad heroica (1948), Los Ribera (1957)
- Miguel Toro Ramírez (es) (1898-1964), nouvelliste, dramaturge, El Señor Rasvel (1934)
- Julio Garmendia (1898–1977)
- Mariano Picón Salas (1901–1965), historien, essayiste, écrivain, critique, diplomate
- Pedro Sotillo (en) (1902–1977), romancier, poète
- Antonio Arraíz (es) (1903–1962), poète, Aspero (1924), Los lunares de la Virreina (1931)
- Gabriel Bracho Montiel (?-?), Guachimanes: Doce aguafuertes (1954, publié en 2008)
- Ramón Díaz Sánchez (es) (1903-1968), écrivain, romancier, homme politique, Mene (1936), Cumboto (1947), Casandra (1957), Borburata (1960)
- Antonia Palacios (es) (1904–2001), poétesse, romancière, essayiste, Ana Isabel, una niña decente (1949)
- Alberto Arvelo Torrealba (es) (1905-1971), poète, essayiste, avocat, diplomate, Florentino et le diable (es)
- Juan Oropeza (es) (1906-1971), juriste, écrivain, diplomate
- Miguel Otero Silva (1908–1985), écrivain, journaliste, humoriste, homme politique
- Alberto Arvelo Torrealba (es) (1905–1971)
- Vicente Gerbasi (es) (1913–1992)
- Ana Enriqueta Terán (1918–2017), poétesse, diplomate
- Pedro Berroeta, Gloria Stolk...

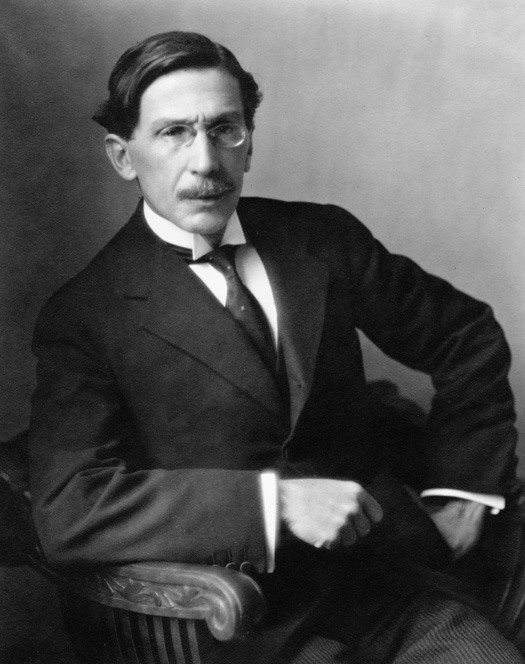
Manuel Díaz Rodríguez
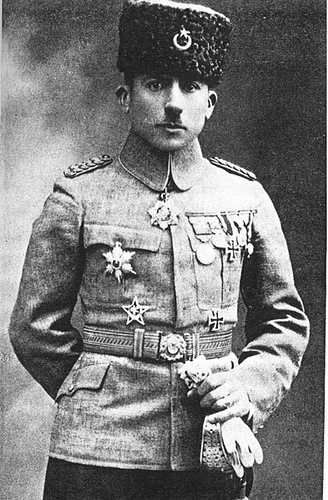
Rafael de Nogales Méndez
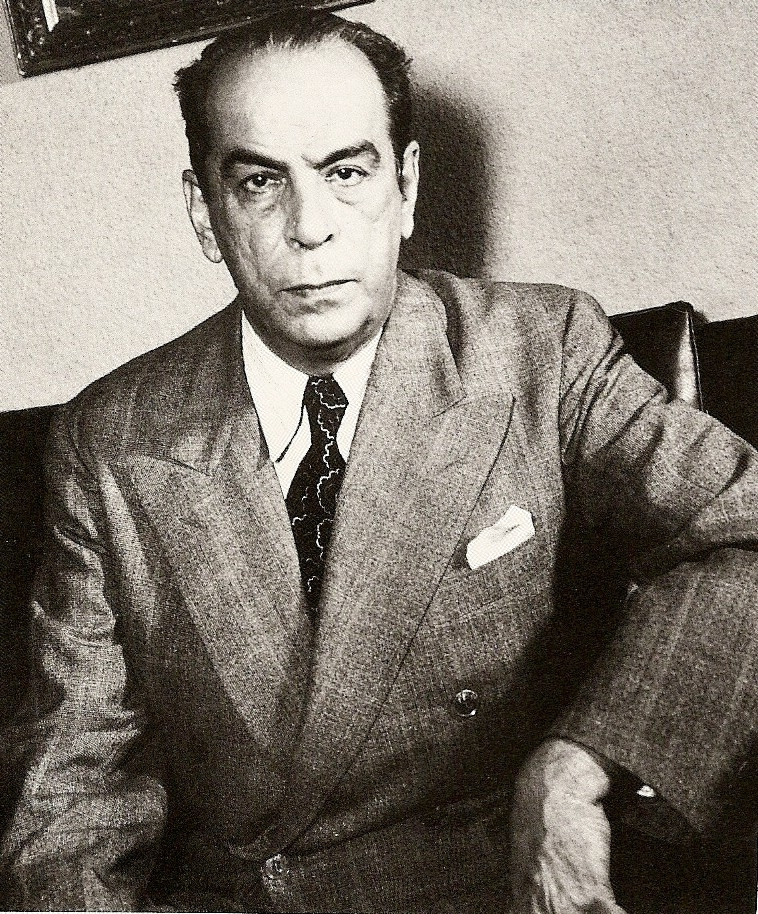
Rómulo Gallegos
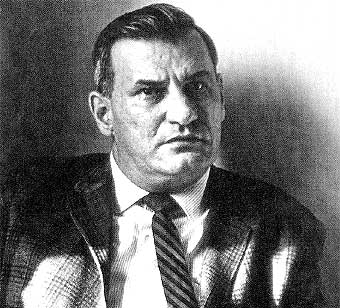
José Rafael Pocaterra
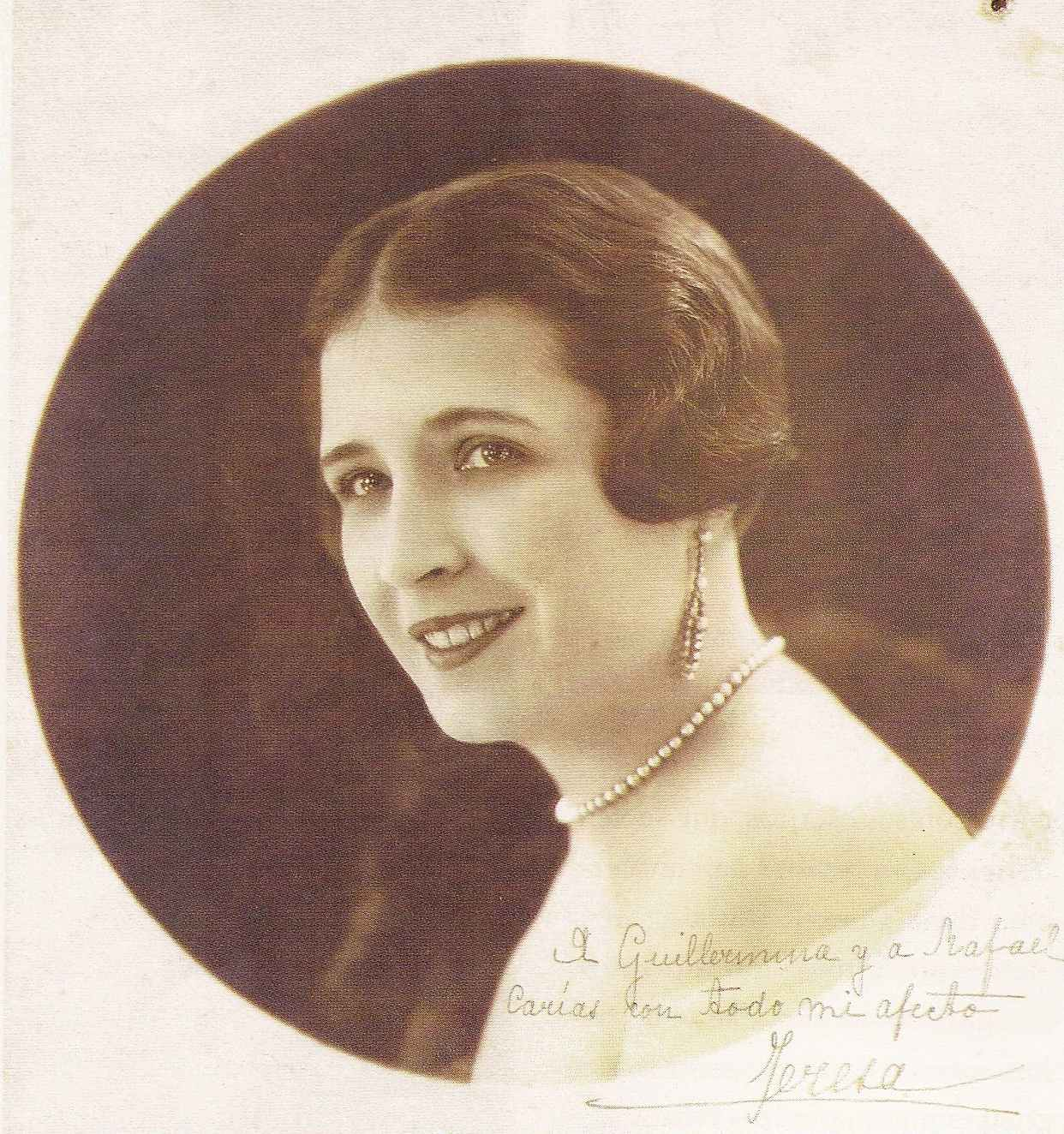
Teresa de la Parra
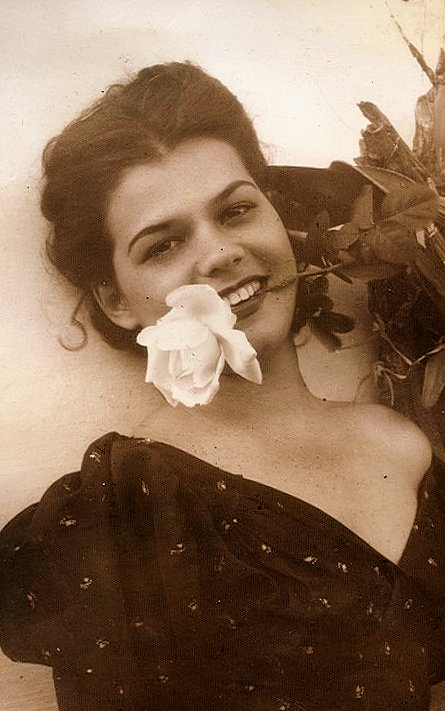
Ana Enriqueta Terán
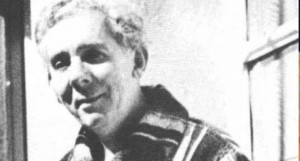
Julio Garmendia
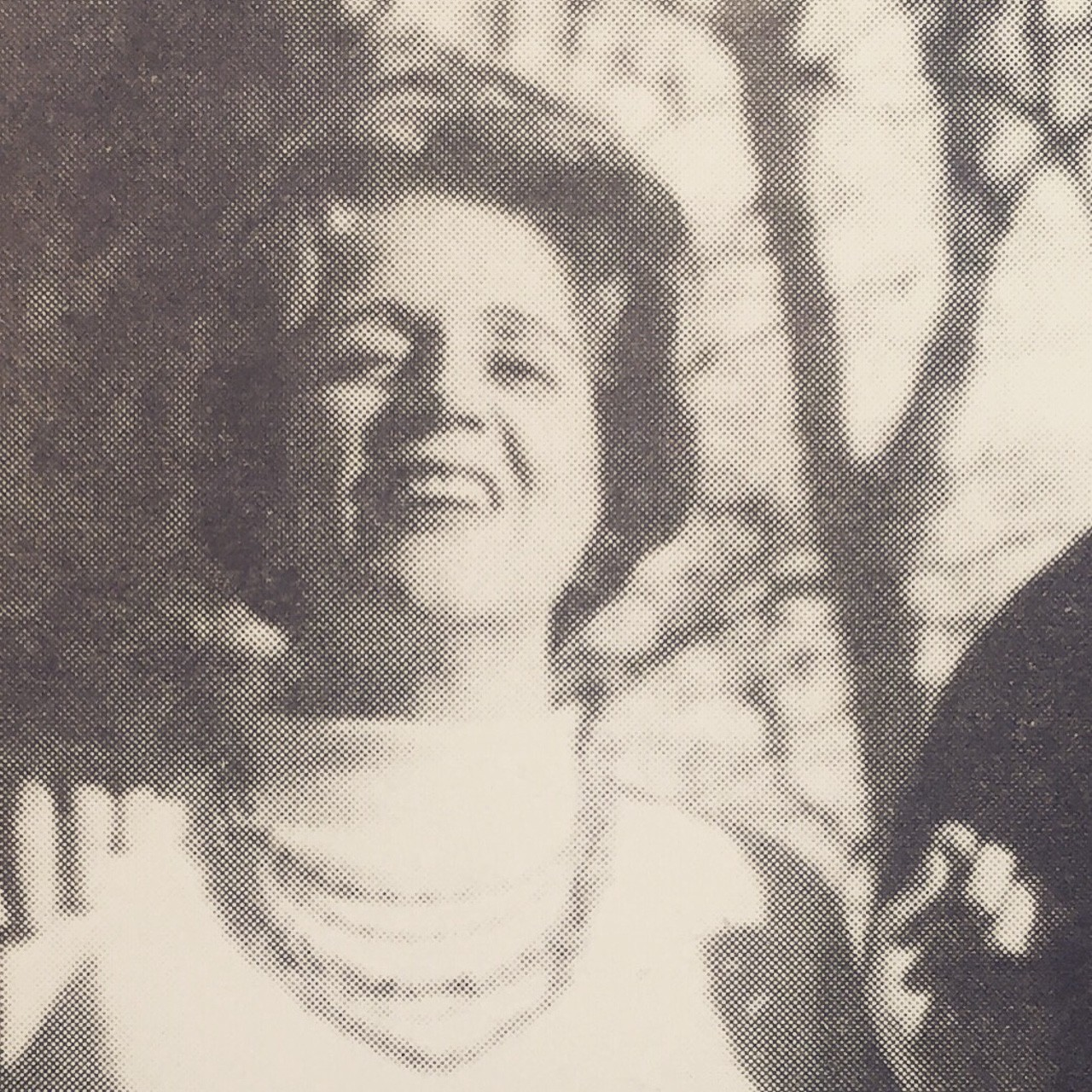
Antonia Palacios
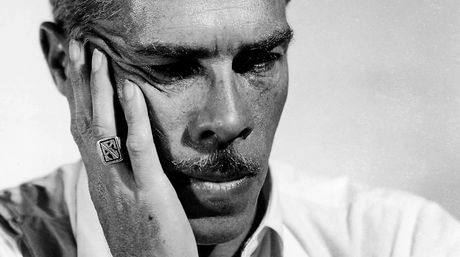
Antonio Arraíz
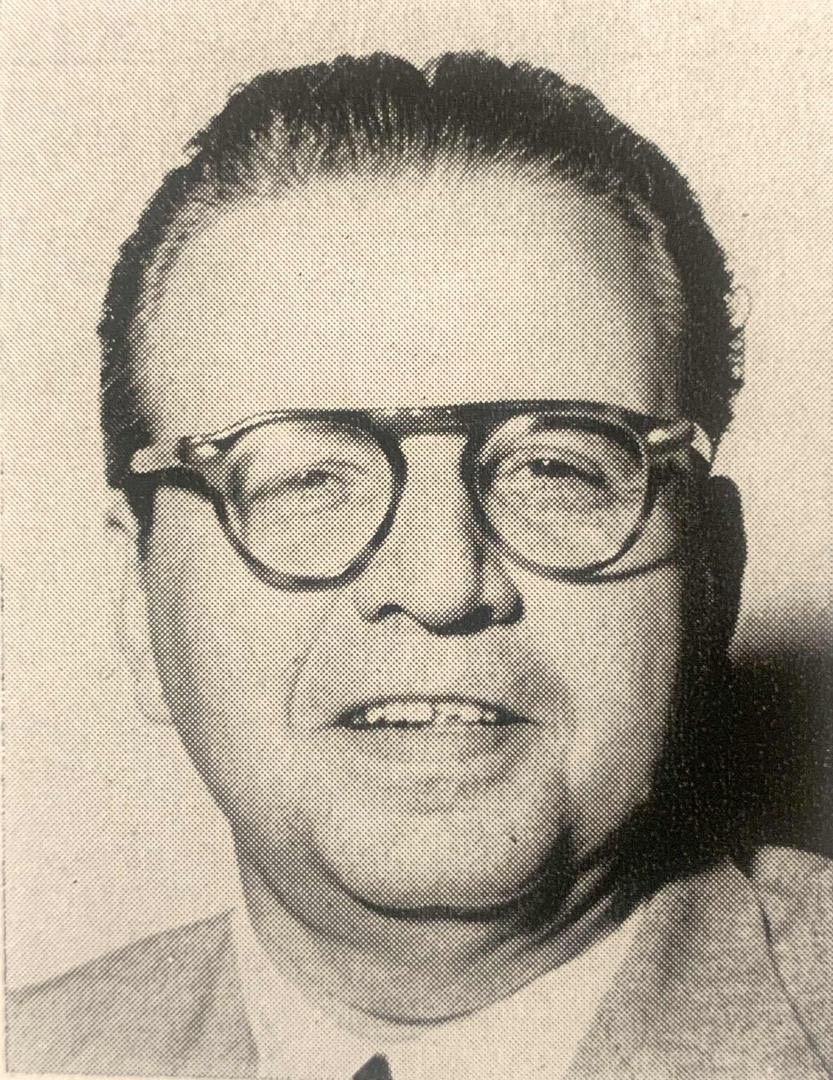
Mariano Picón Salas

## Second20esiècleaprès 1945
- Ramón Díaz Sánchez (es) (1903–1968)
- Arturo Uslar Pietri (1906–2001), romancier, dramaturge, nouvelliste, essayiste, diplomate, Las lanzas coloradas (1931)
- Arturo Croce (1907-2002), Talud derrumbado (1961), La visita en el tiempo (1990)
- Miguel Otero Silva (1908-1985), écrivain, journaliste, humoriste, romancier, Oficina n° 1 (1961)
- Guillermo Meneses (es) (1911-1978), écrivain, journaliste, dramaturge, homme politique, diplomate, La Balandra Isabel llegó esta tarde, La mano junto al muro
- Carlos Augusto León (es) (1914–1997), poète, essayiste, journaliste, enseignant
- Aquiles Nazoa (es) (1920-1976), écrivain, poète, journaliste, humoriste
- Juan Sánchez Peláez[8] (1922–2003), poète
- Ida Gramcko (es) (1924–1994), poétesse, dramaturge, essayiste, narratrice
- Oswaldo Trejo (es) (1924-1996), écrivain, diplomate, También los hombres son ciudades (1962)
- José Vicente Abreu (es) (1927–1987), essayiste, journaliste, essayiste, narrateur, Se llamaba SN (1964)
- Francisco Herrera Luque (es) (1927–1991), psychiatre, essayiste, romancier, diplomate
- Renato Rodríguez (es) (1927-2011), Al sur del Ecuanil (1963)
- Salvador Garmendia (1928–2001), écrivain, narrateur, journaliste, scénariste, Los pequeños seres (1959)
- Rafael Cadenas (1930-), poète, essayiste, traducteur
- Juan Calzadilla (1931-), poète, peintre, critique d'art, Primeros Poemas
- Adriano González León (es) (1931–2008), écrivain, poète, romancier, País Portátil (1968)
- Ramón Palomares (es) (1935-2016), poète
- Natividad Barroso (1937-), chercheuse, essayiste, poétesse
- José Balza (1939-), Marzo anterior (1965)*
- Luis Britto Garcia (1940), dramaturge, historien, essayiste, Rajatabla (1970), Abrapalabra (1980)
- Carlos Noguera (1943-2015), écrivain, psychologue, administrateur, Historias de la calle Lincoln (1971)
- Francisco Massiani (1944-2019), Piedra de mar (1968), Las primeras hojas de la noche (1970)

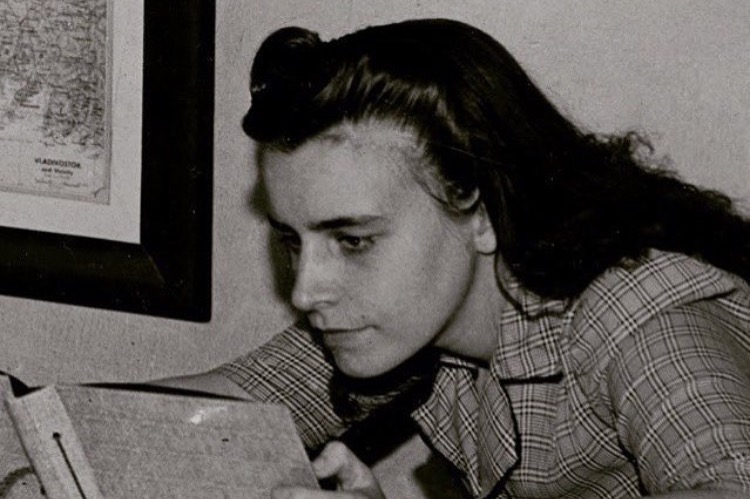
Ida Gramcko
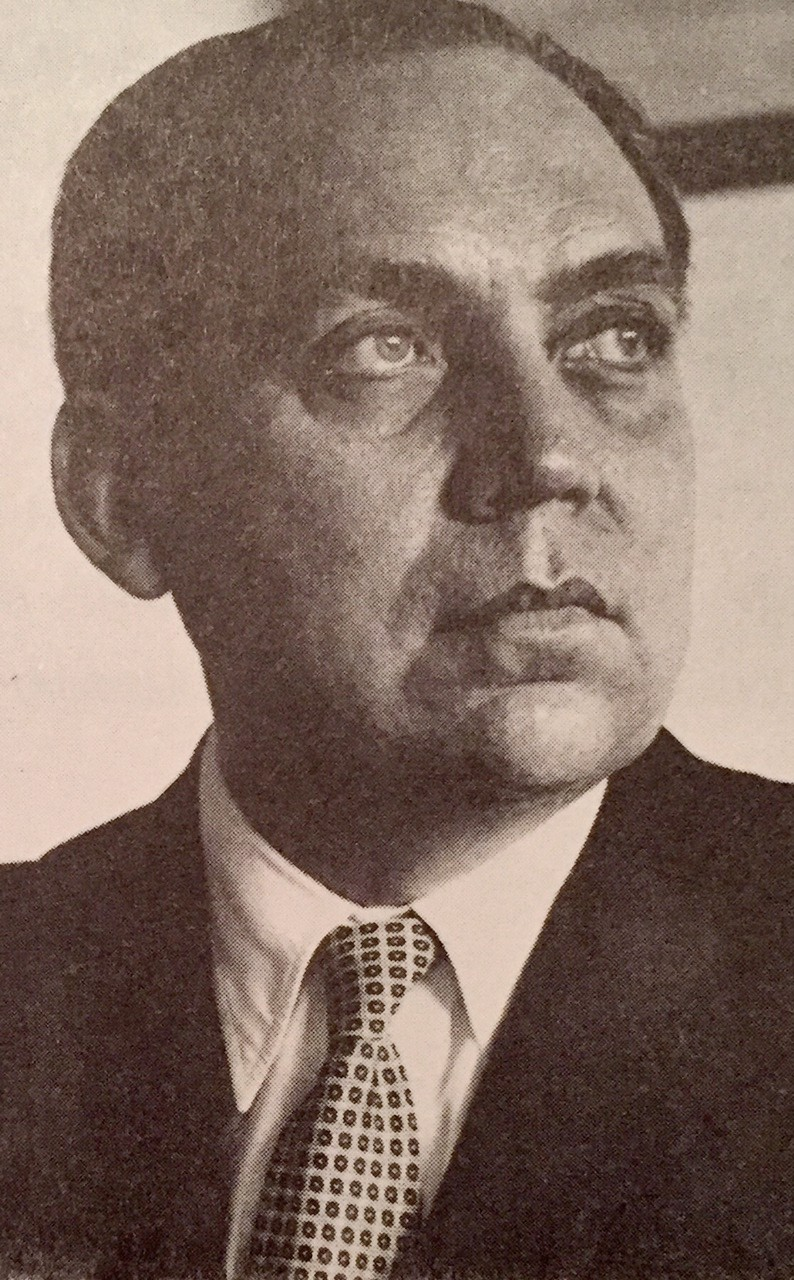
Arturo Uslar Pietri
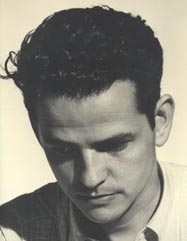
Carlos Augusto León
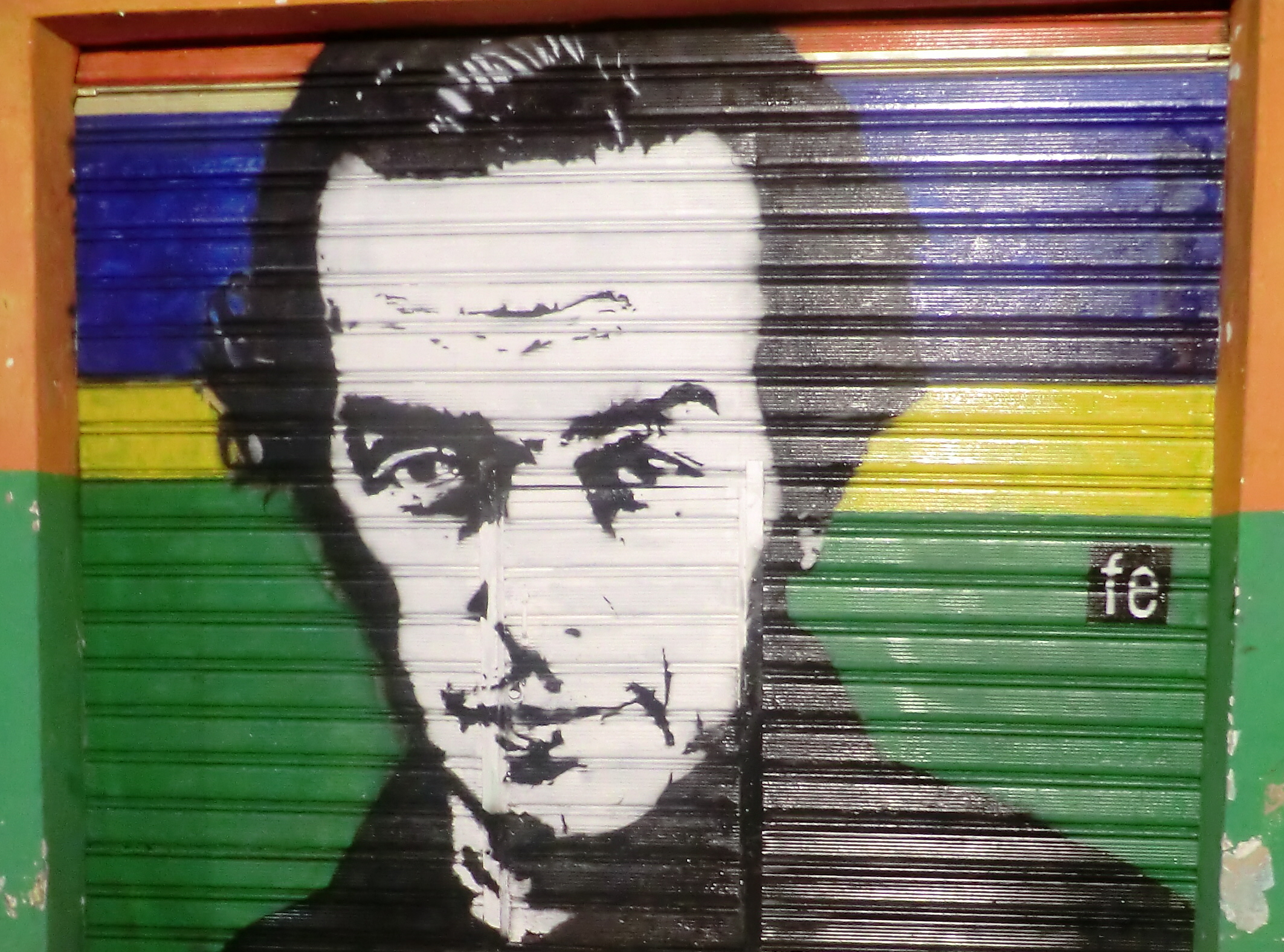
Aquiles Nazoa
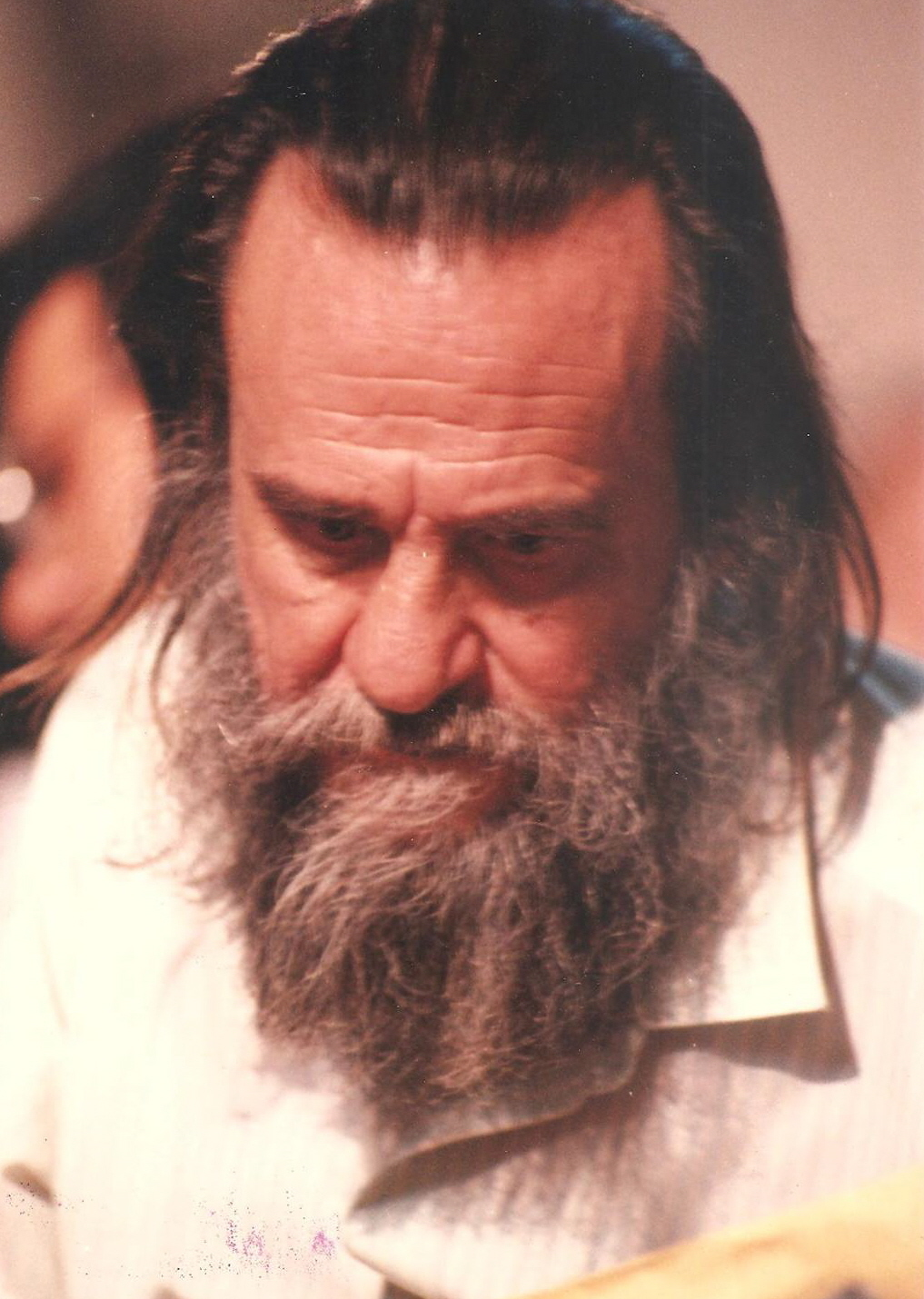
Salvador Garmendia
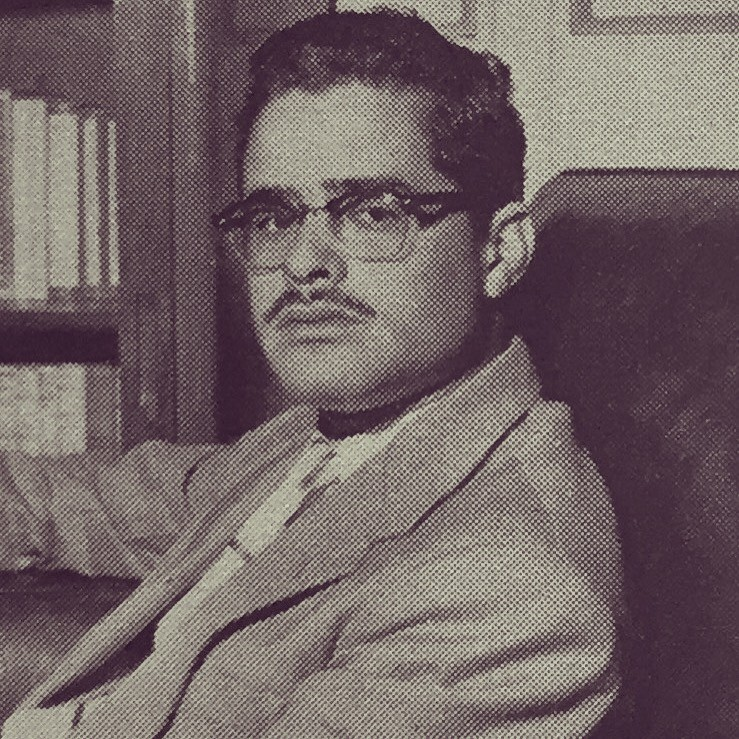
Adriano González León
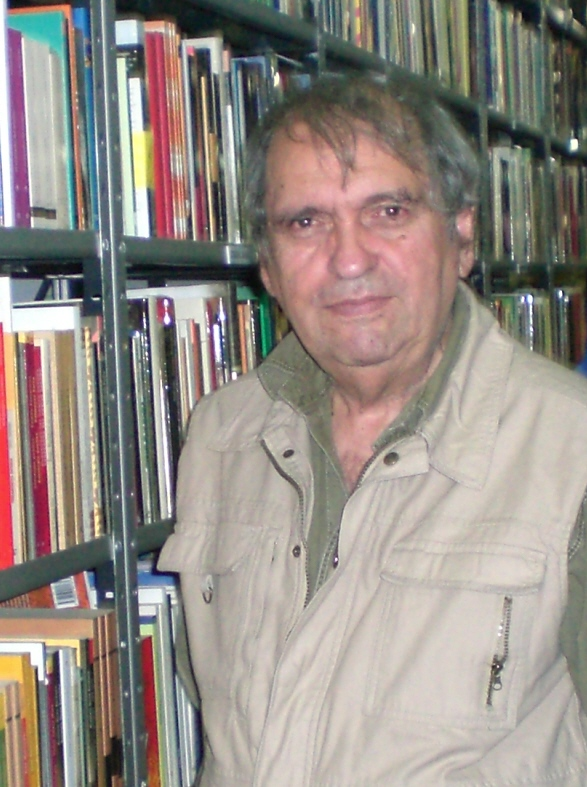
Rafael Cadenas
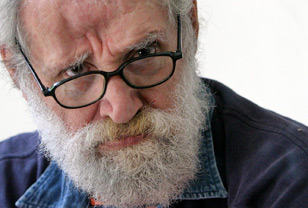
Francisco Massiani

## Troisième20esiècle, après 1970
- Francisco Pérez Perdomo (es) (1930–2013)
- Rodolfo Izaguirre (es) (1931), essayiste, critique de cinéma
- Denzil Romero (es) (1938–1999), dramaturge, romancier, La tragedia del generalísimo (1983)
- Eugenio Montejo (1938–2008), poète, essayiste
- Luis Alberto Crespo (1939-), poète
- José Balza (1939-), romancier, essayiste, Marzo anterior (1965), Largo (1968), Setecientas palmeras plantadas en el mismo lugar (1974), D (1977)
- Eduardo Casanova Sucre (es) (1939), romancier, essayiste, Los caballos de la cólera (1972), La agonía del Macho Luna (1974), El solo de saxofón (1975)
- Antonieta Madrid (es) (1939), écrivaine, diplomate
- Luis Britto Garcia (1940), écrivain, dramaturge, historien, essayiste
- Eduardo Liendo (es) (1941-), Mascarada (1978)
- Isabel Allende (1942-, d'origine chilienne, exilée en 1975-1988)
- Ana Teresa Torres (es) (1945-), romancière, enquêtrice, essayiste
- Solveig Hoogesteijn (es) (1946-, née en Allemagne), réalisatrice de cinéma
- Hanni Ossott (1946–2002), poétesse
- Enrique Hernández D'Jesus (1947-)[9] (1947), photographe, écrivain
- Ednodio Quintero (1947-), La Danza del Jaguar (1991)
- Humberto Mata (1949-2017), écrivain, essayiste, romancier et critique d'art,
- Armando Rojas Guardia (es) (1949-2020), poète
- Laura Antillano (es) (1950), romancière
- Ángela Zago (?), Existe la vida (1989), La rebelión de los ángeles (1992)[10], Sobrevivi a mi madre (1996)

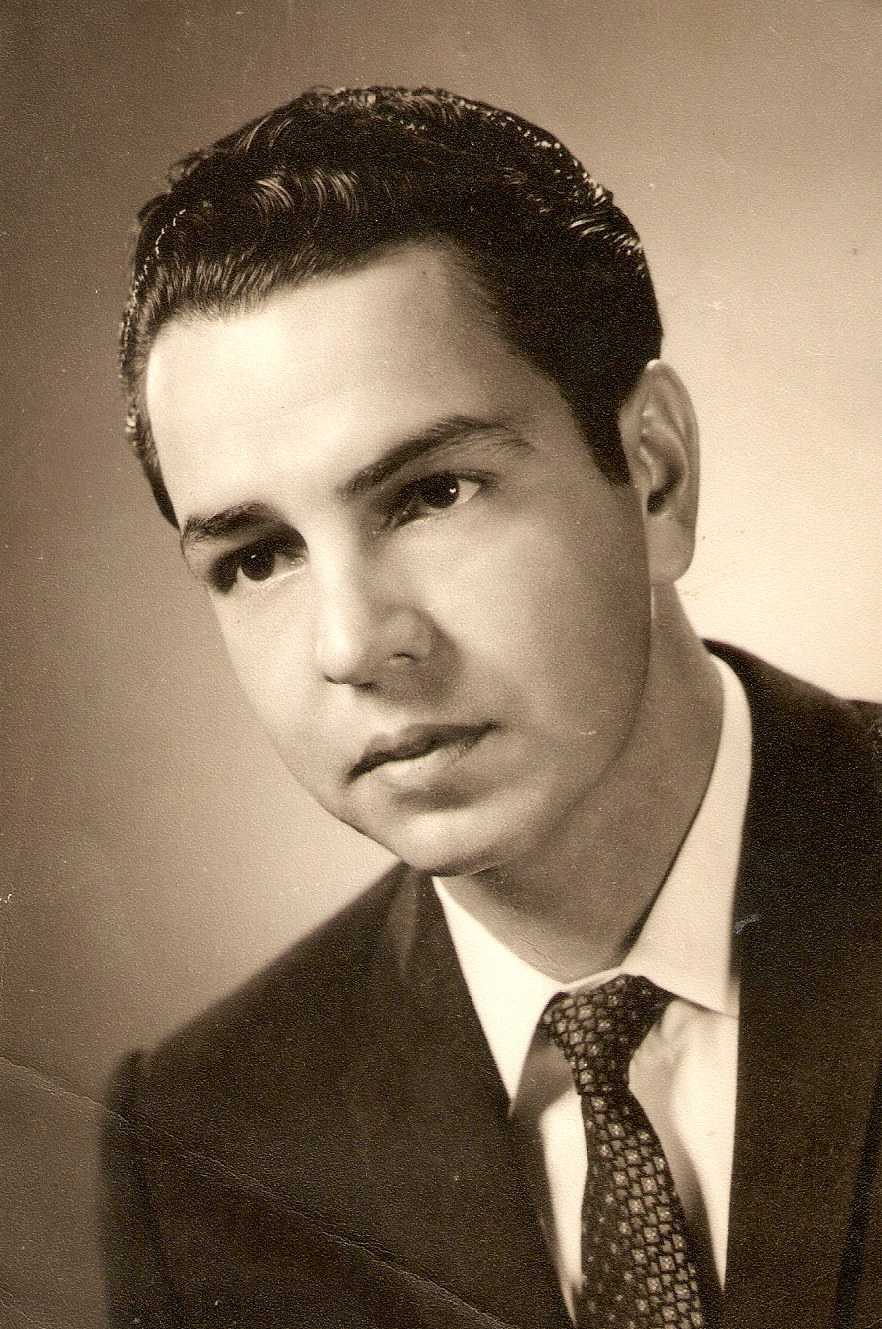
Francisco Pérez Perdomo
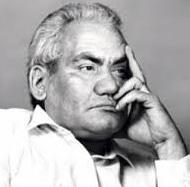
Romero
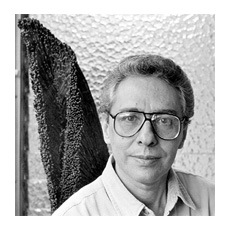
José Balza
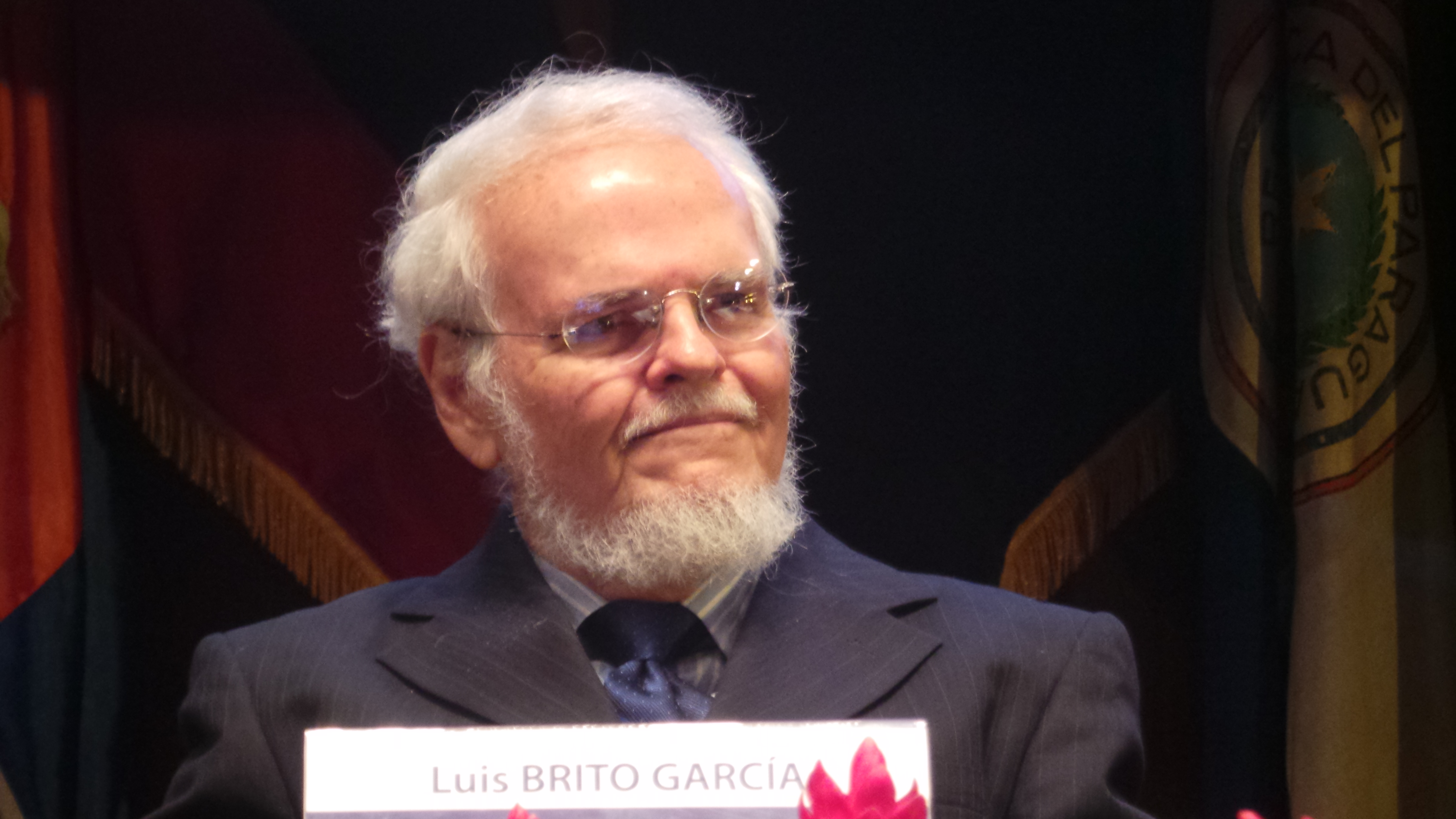
Luis Britto Garcia
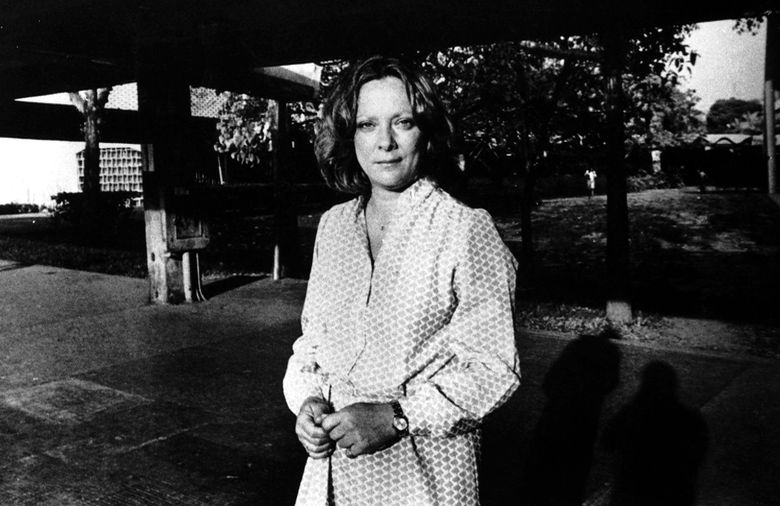
Hanni Ossott
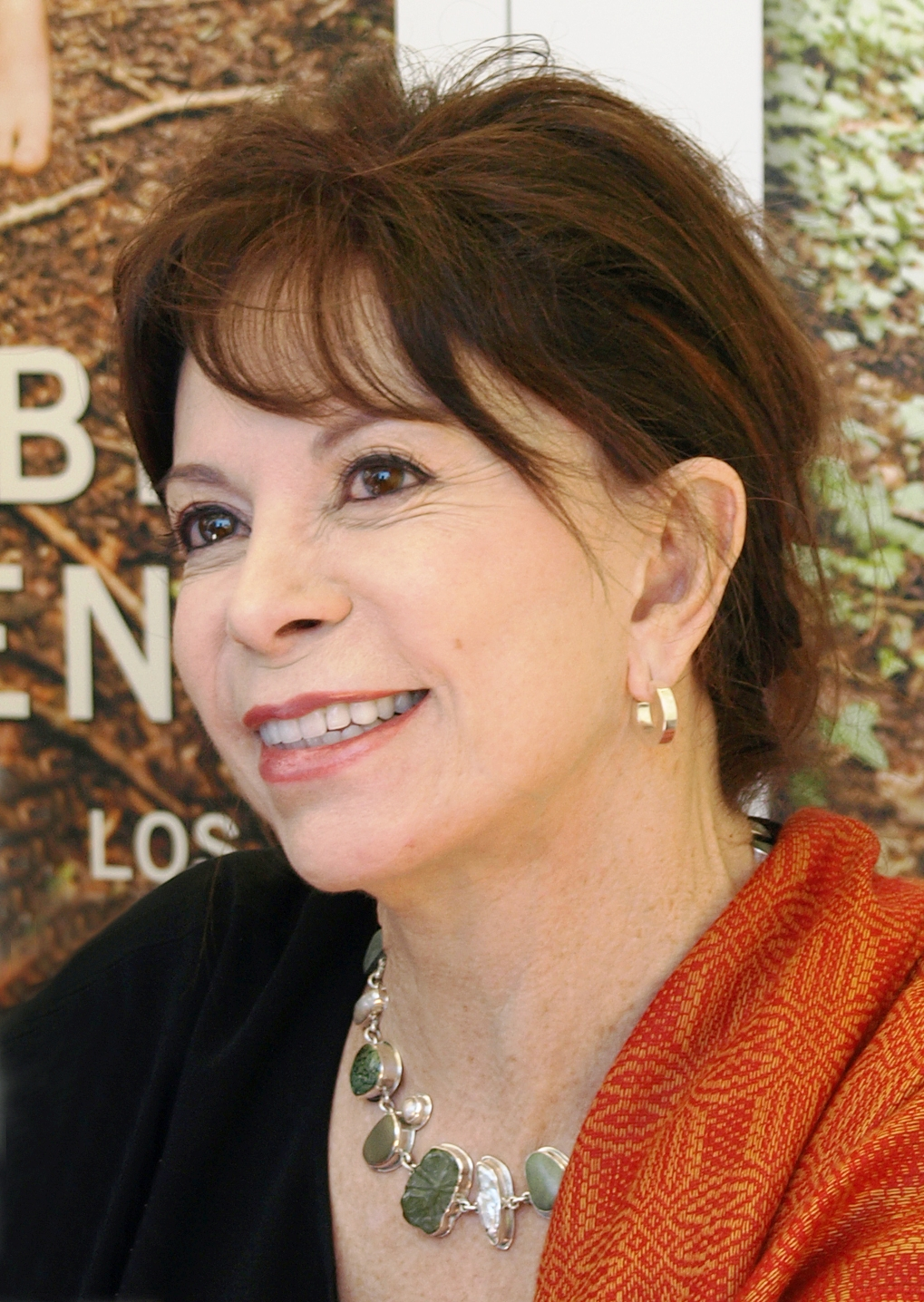
Isabel Allende
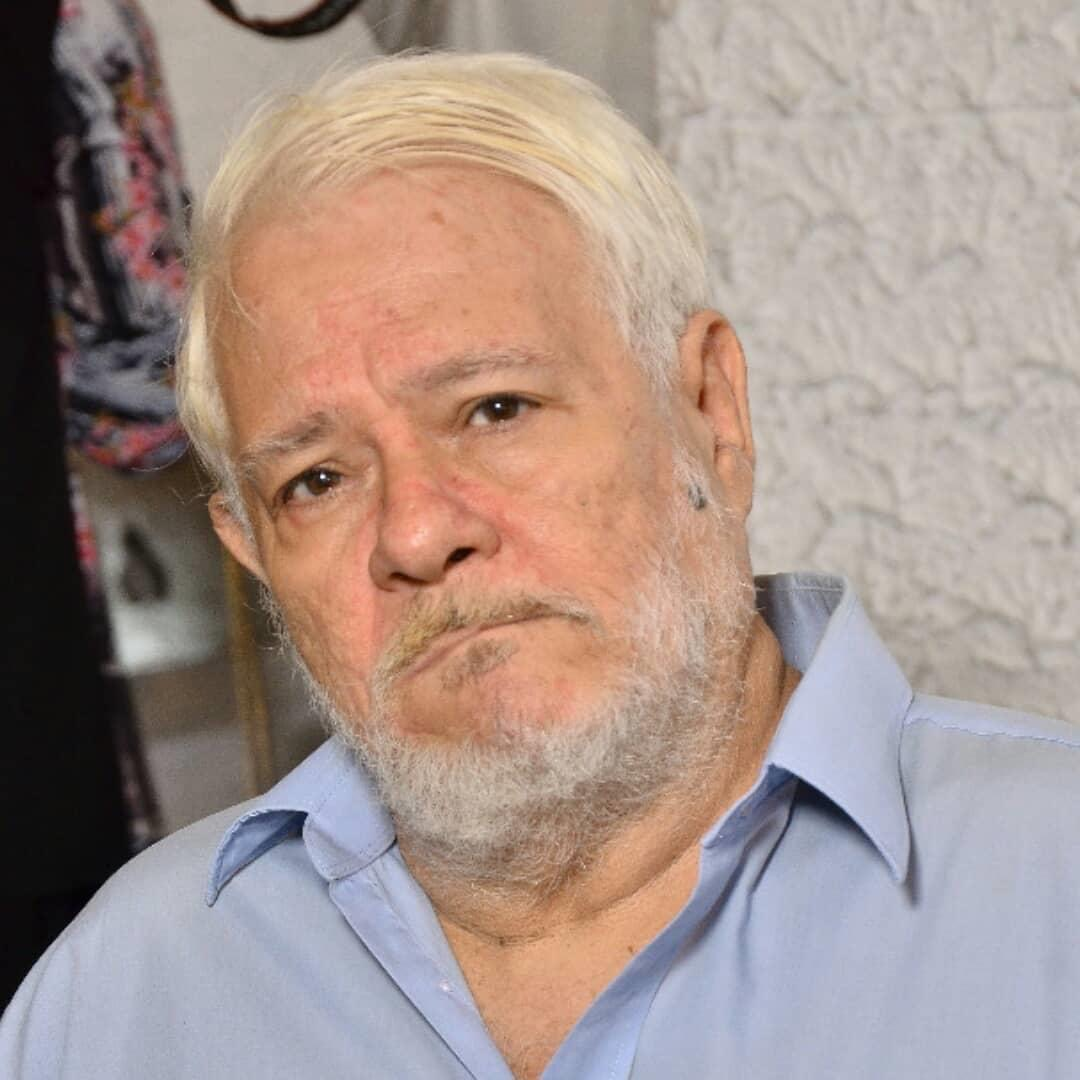
Armando Rojas Guardia
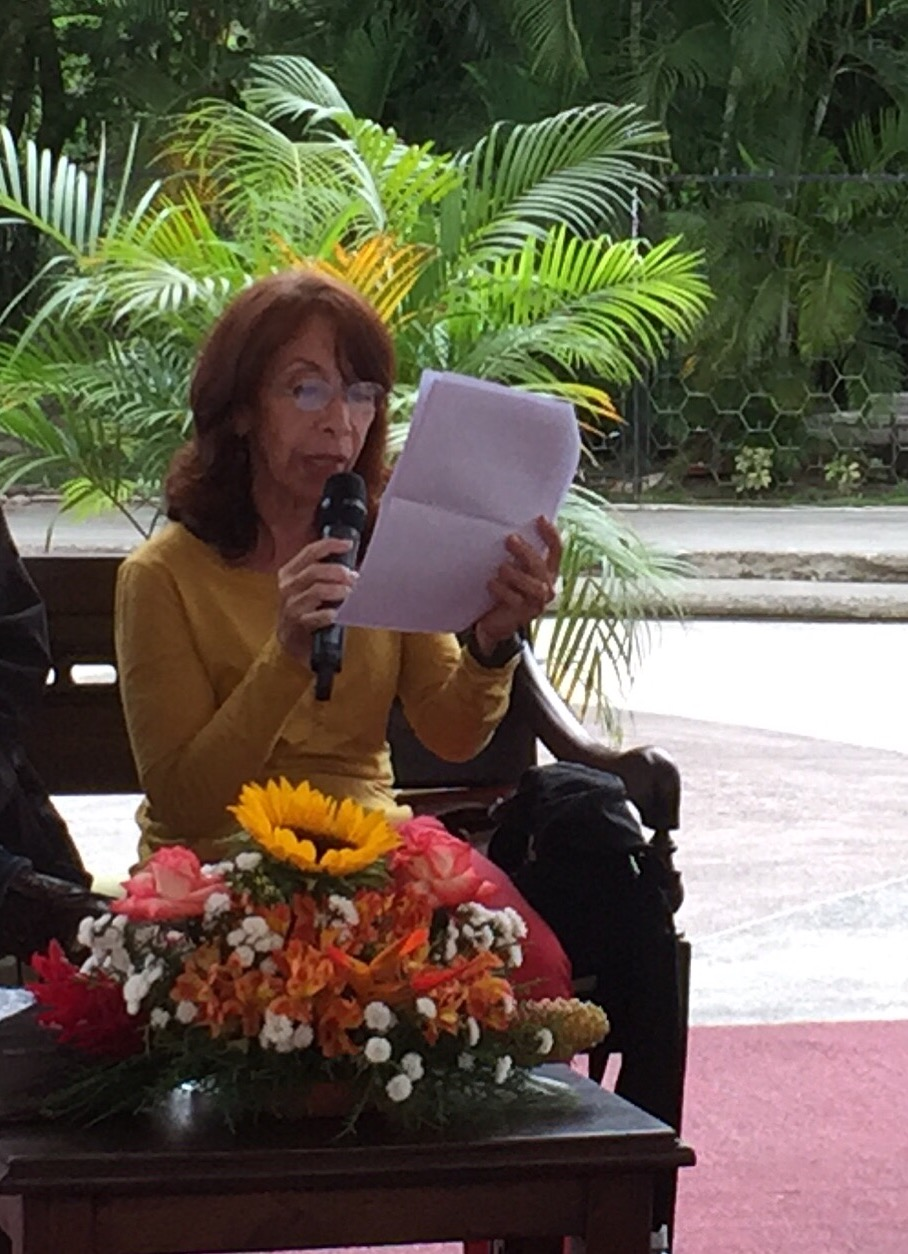
Laura Antillano
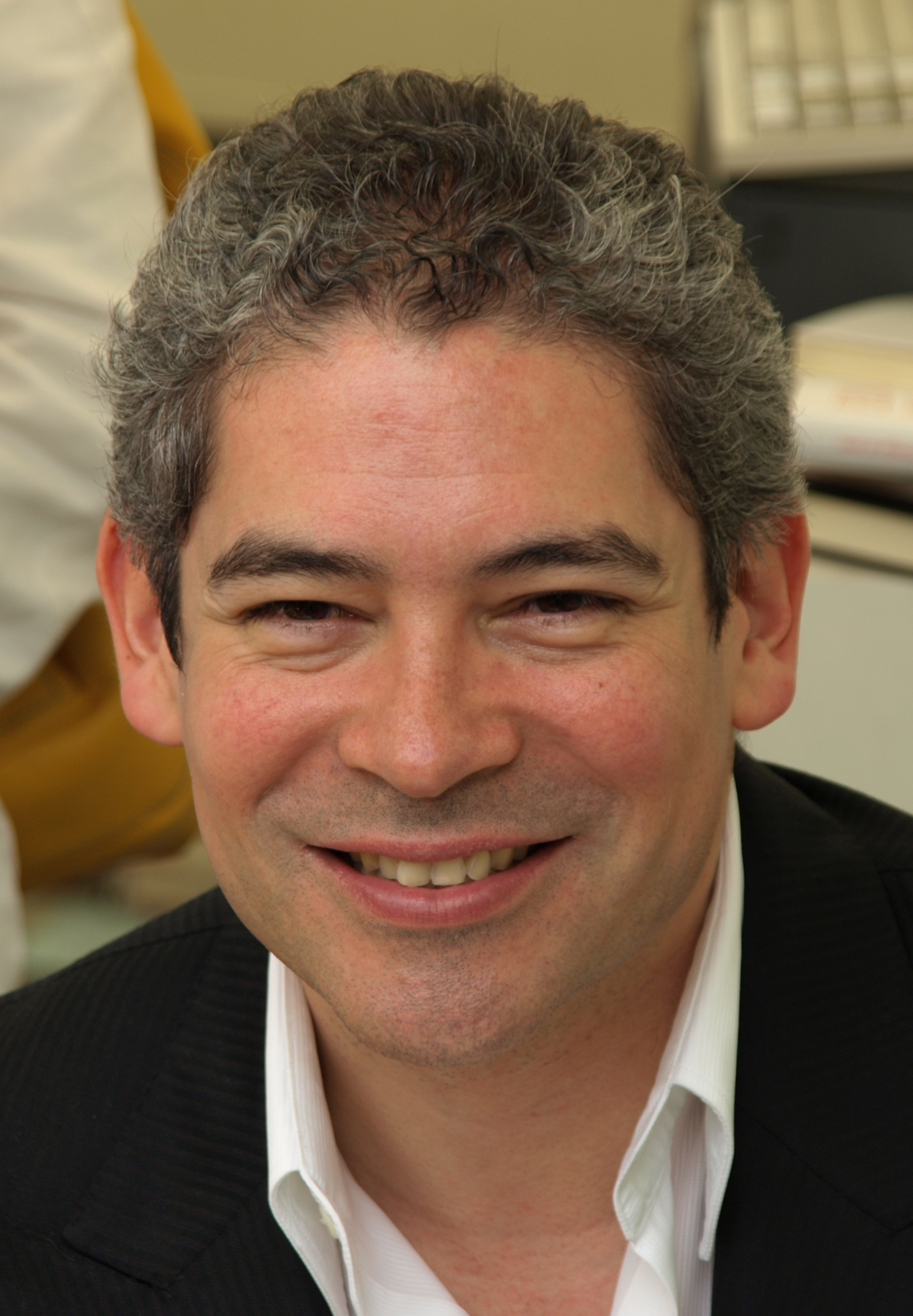
Boris Izaguirre
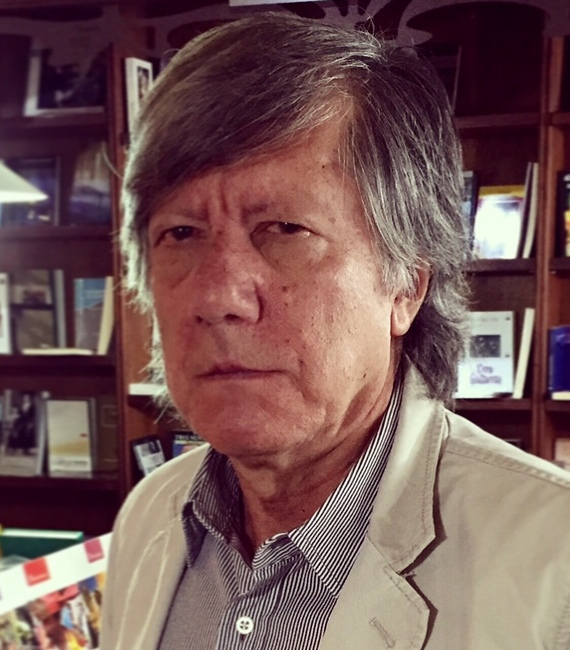
Ednodio Quintero

## 21esiècle
- Federico Vegas (1950-), architecte, écrivain, Falke (2005)
- Margarita Belandria (es) (1953-), juriste, poétesse, écrivaine, Qué bien suena este llanto (2006)
- Francisco Suniaga (1954-), avocat, universitaire, L'Île invisible (2013), El pasajero de Truman (2008)
- B. Cristina Policastro (1955-), scénariste
- Israel Centeno (es) (1958-), nouvelliste, romancier, Calletania (1992), Según pasan los años (2003)
- Rubi Guerra (es) (1958-), El discreto enemigo
- Enrique Moya (de) (1958-), écrivain, poète, traducteur, essayiste
- Ricardo Azuaje (es) (1959-),Juana la roja y Octavio el sabrio (1991)
- Alberto Barrera Tyszka (1960-), écrivain, scénariste, journaliste, También el corazón es un descuido (2001), La enfermedad (2006)
- Milagros Socorro (es) (1960-), journaliste, universitaire, El abrazo del Tamarindo (2008)
- Gisela Kozak (1963-) Latidos de Caracas (2007)
- Boris Izaguirre (1965-), scénariste, écrivain, présentateur
- Francisco Villarroel (1965-), avocat, scénariste, cinéaste, écrivain
- Juan Carlos Méndez Guédez (1967-), La pluie peut-être, La ville de sable, El libro de Esther (1999), Arena negra (2013), Les valises (2014), El vals de Amoreira (2019)
- Juan Carlos Chirinos (1967-), El niño malo cuenta hasta cien y se retira (2004)
- Gustavo Valle (1967-), écrivain, poète, Bajo Tierra (2008)
- Eduardo Sánchez Rugeles (es) (1977-), Blue label/Etiqueta Azul (2010)
- Rodrigo Blanco Calderón (es) (1981-), The Night (2019)
- Karina Sainz Borgo (1982-), La Fille de l’Espagnole (2019)[11],[12]
- Miguel Bonnefoy (1986-) (écrit actuellement en français)
- Silda Cordoliani, Antonio López Ortega, Ángel Gustavo Infante, Rubi Guerra, Luis Felipe Castillo, Roberto Echeto, Fedosy Santaella, Mario Morenza, Salvador Fleján, Enza García Arreaza, Jesús Miguel Soto, Sonia Chocrón, Carmen Verde, Patricia Guzmán...

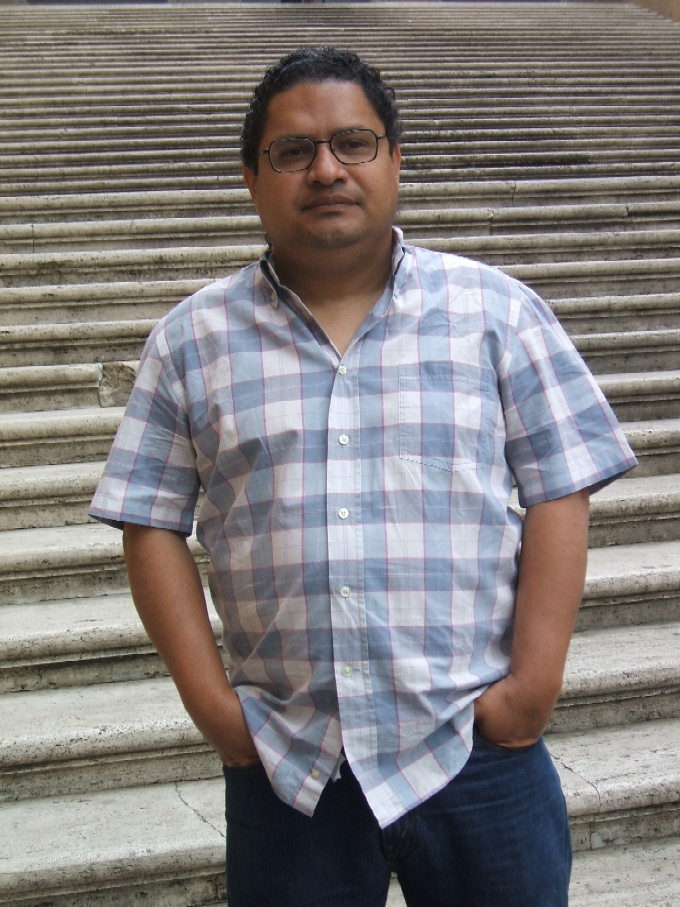
Juan Carlos Chirinos
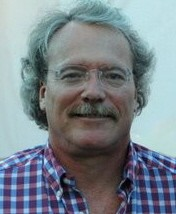
Alberto Barrera Tyszka
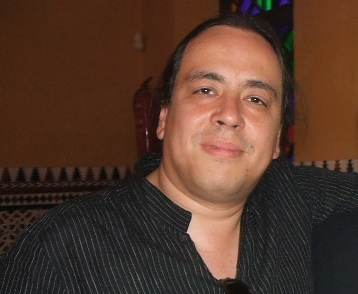
Juan Carlos Méndez Guédez
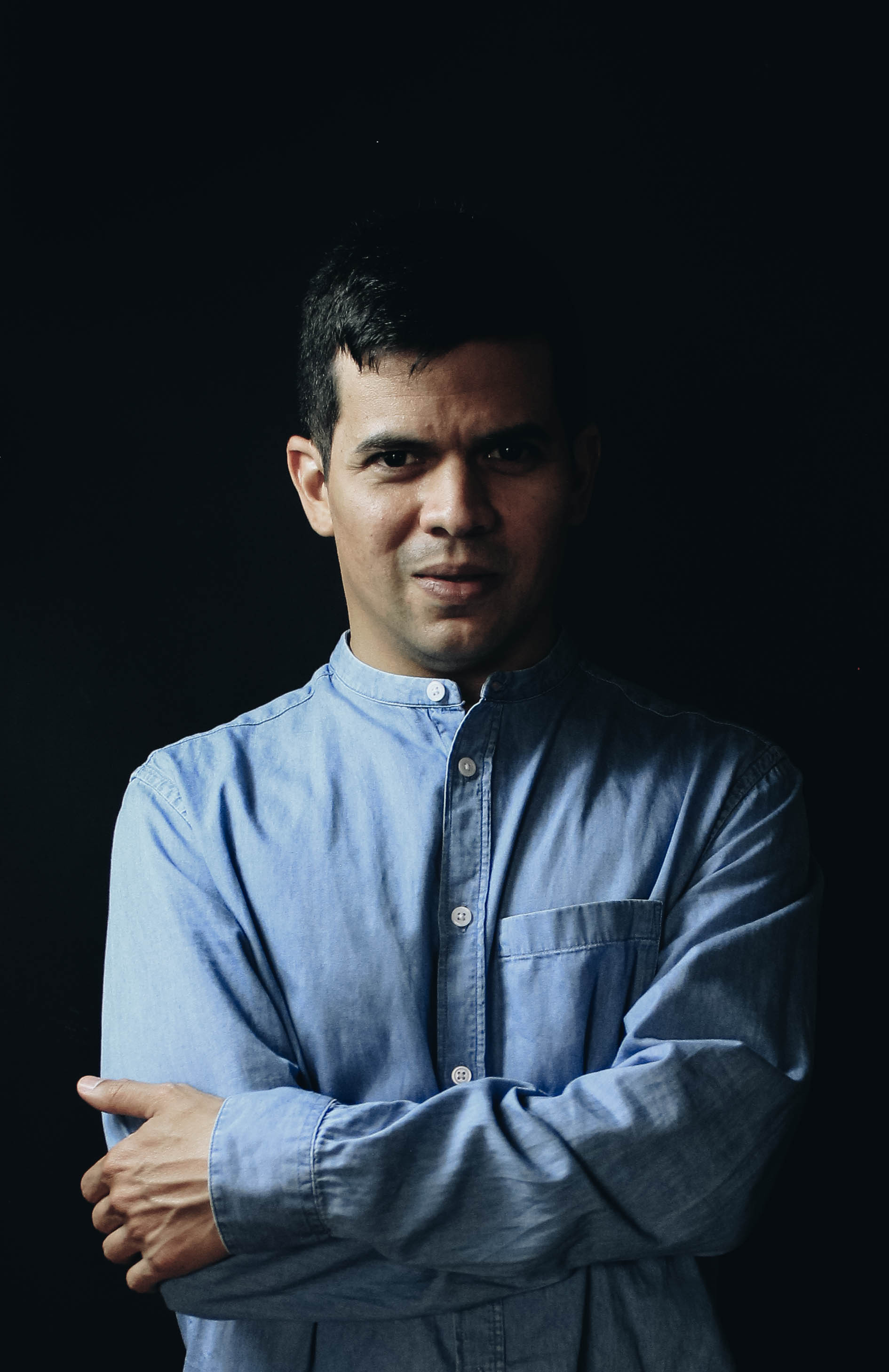
Eduardo Sánchez Rugeles

## Écrivains vénézuéliens
- Concepción Acevedo
- Lisandro Alvarado
- Pedro Manuel Arcaya
- Eduardo Blanco
- El Cojo Ilustrado (revista)
- Manuel Díaz Rodríguez
- Vicente Gerbasi
- Juan Vicente González
- Rodolfo Izaguirre
- Santiago Key Ayala
- José Ladislao Andara
- Adriano González León
- Juan Antonio Pérez Bonalde
- José Rafael Pocaterra
- José Antonio Ramos Sucre
- Gabriel José Vale Valera
- Laureano Vallenilla Lanz
- Pascual Venegas Filardo
- Humberto Tejera

- Autres listes :
  - Écrivains vénézuéliens
  - List of Venezuelan writers
  - Poètes vénézuéliens, Dramaturges vénézuéliens
  - Essayistes vénézuéliens, Traducteurs vénézuéliens
  - Romanciers vénézuéliens, Nouvellistes vénézuéliens
  - Generación del 18, Generación del 28

## Œuvres
- El Orinoco ilustrado y defendido (1731), de José Gumilla (1686-1750)
- La invención de la crónica, de Susana Rotker (1954-2000)
- Collection Venezuela Tierra Mágica

## Institutions
- Bibliothèque nationale du Venezuela (es) (1833)
- Académie vénézuélienne de la langue (es) (1883)
- Biblioteca Ayacucho (1974)
- Bibliothèque bolivarienne de Mérida (1983)
- Prix national de littérature du Venezuela (1948)
- Premio Bienal Nacional de Literatura Rafael Zárraga
- Prix Rómulo-Gallegos
- Banco del Libro
- Revues littéraires au Venezuela : El Cojo Ilustrado, El Sádico Ilustrado, El Zulia Ilustrado, Escritura: Revista de Teoría y Crítica Literarias, Letralia
- Foire internationale du Livre au Venezuela (es) (depuis 2005)